# LaSalle (auto)

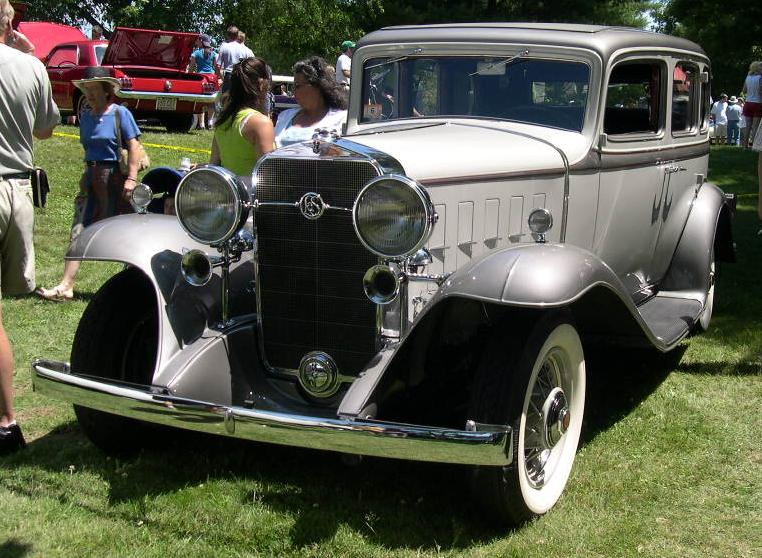
LaSalle uit 1932

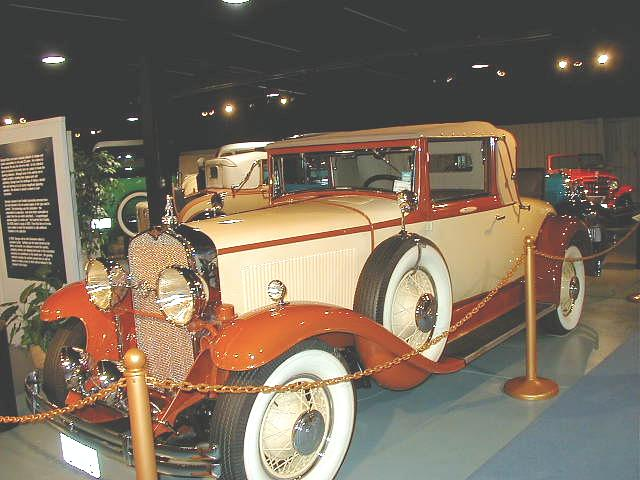
LaSalle uit 1936

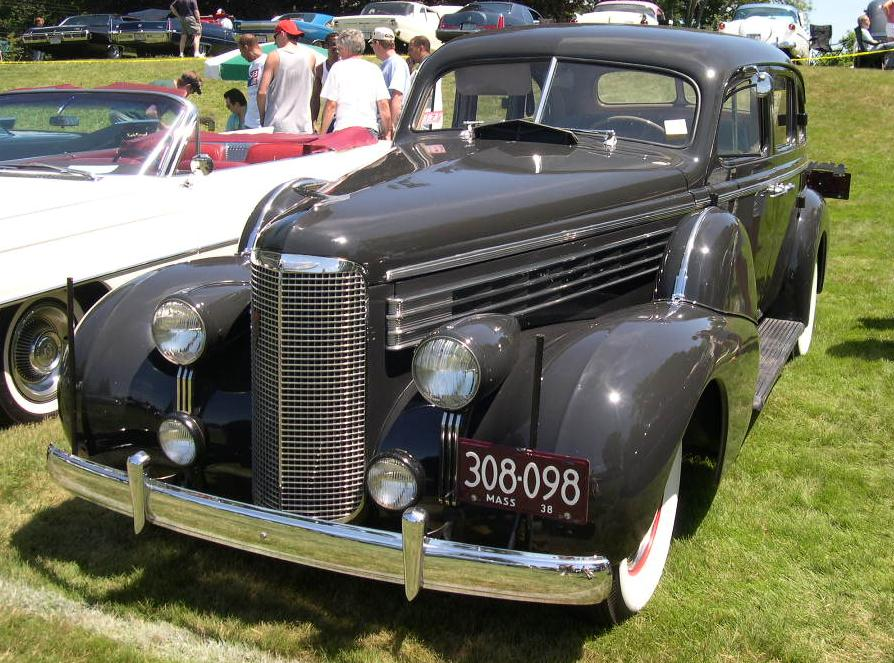
LaSalle 5019 uit 1938

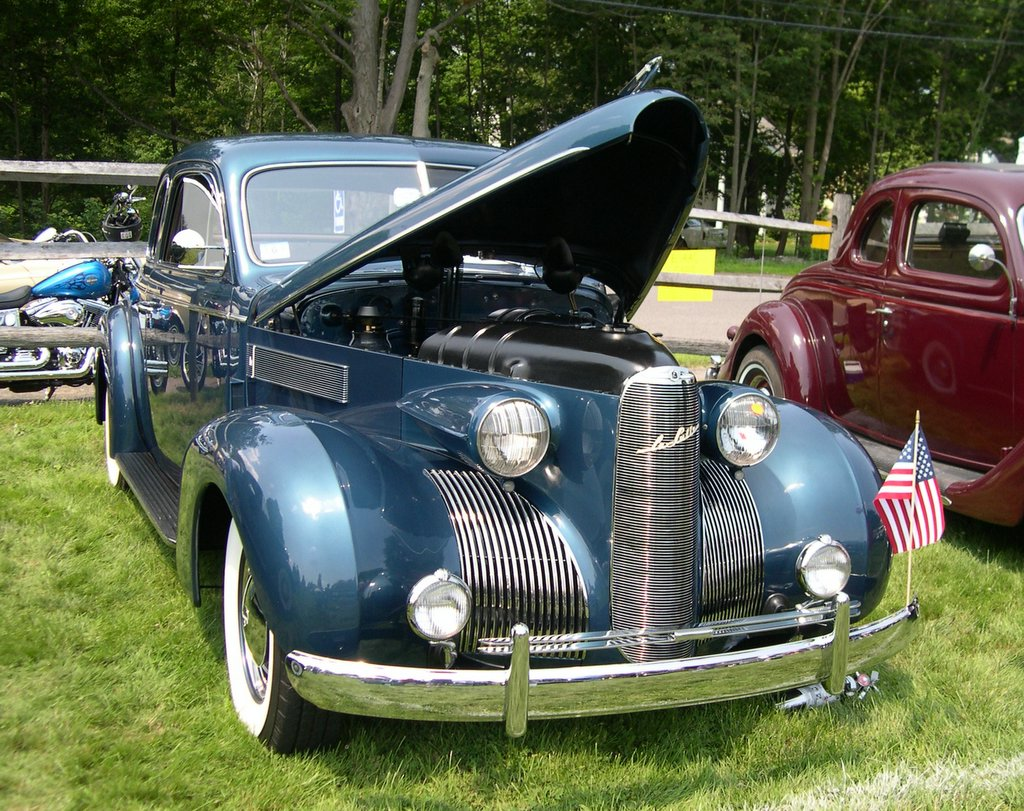
LaSalle uit 1939

LaSalle is een voormalig automerk van General Motors en zustermerk van Cadillac. Het merk werd opgericht in 1927 en de productie werd in 1940 gestaakt. Net als het zustermerk Cadillac was ook LaSalle naar een Franse ontdekkingsreiziger genoemd: René Robert Cavelier, Sieur de La Salle (1643-1687).

## Geschiedenis
Vanaf de oprichting in 1908 waren de verschillende automerken van General Motors zodanig gepositioneerd in de markt dat voor iedere portemonnee een auto te vinden was. Chevrolet was het goedkoopste merk, een stap hoger kwam Oakland, dan Oldsmobile en vervolgens Buick. Helemaal bovenaan de prijsladder stond Cadillac. 
Het idee voor LaSalle werd geboren toen de toenmalige directeur van General Motors, Alfred P. Sloan, begin jaren '20 ontdekte dat er hier en daar gaten begonnen te ontstaan in zijn zorgvuldig opgebouwde prijsmodel. Deze gaten konden niet door de bestaande merken en modellen van GM worden opgevuld. Sloan bedacht dat de beste oplossing voor dit probleem het creëren van zustermerken zou zijn, die vervolgens via het bestaande dealernetwerk aan de man gebracht zouden kunnen worden. Deze nieuwe strategie van zustermerken hield in dat het gat tussen Chevrolet en Oakland gedicht zou worden door het nieuwe merk Pontiac, een kwalitatief hoogwaardige zescilinder auto voor de prijs van een viercilinder. Het (grote) gat dat was ontstaan tussen Oldsmobile en Buick zou worden ingevuld door twee nieuwe merken: Oldsmobile kreeg de luxe achtcilinder Viking als zustermerk en Buick de eenvoudiger 6-cilinder Marquette. Cadillac kreeg als zustermerk LaSalle, bedoeld om het gat tussen Cadillac en Buick te dichten.

### Introductie LaSalle
De nieuwe LaSalle moest innoverende lijnen krijgen en een jonger publiek aanspreken. Als ontwerper werd Harley J. Earl aangetrokken. Earl was op dat moment werkzaam als directeur van Don Lee Coach and Body Works, de exclusieve carrosseriefabriek van de Californische Cadillac dealer en radiopionier Don Lee. De algemeen directeur van GM's Cadillac Motor Car Division, Lawrence P. Fisher, had Earl daar aan het werk gezien en hij was onder de indruk van diens vernieuwende ontwerpen en werkwijze, zoals het gebruik van kleimodellen. Earl werd in eerste instantie tijdelijk ingehuurd om de LaSalle vorm te geven maar bleef uiteindelijk tot aan zijn pensionering in 1958 bij General Motors werken als directeur van GM's Art and Color Section, de stylingafdeling die speciaal voor hem werd opgericht. Earl wilde van de LaSalle geen "junior Cadillac" maken. Hij liet zich inspireren door de slanke, stijlvolle Hispano-Suiza roadsters uit die tijd. Daarvan nam hij onder meer de hoge, smalle grille over. Daarnaast kregen veel LaSalles tweekleurig lakwerk, wat in die tijd als luxe beschouwd werd. De eerste LaSalle kreeg de naam Series 303 en werd geïntroduceerd voor US$2685. De 303 had een nieuw ontwikkelde V8-motor van 5 liter (303 ci.). De voor die tijd krachtige motor leverde 75 pk en had een (opgegeven) topsnelheid van 113 km/u, wat het een snelle auto maakte. De opgegeven topsnelheid lijkt overigens wat voorzichtig, want tijdens een duurtest op de Milford Proving Grounds in 1927 wist de LaSalle 1532 km af te leggen met een gemiddelde snelheid van 153 km/u.
Aanvankelijk was de LaSalle alleen leverbaar met een wielbasis van 3251 mm, maar in 1929 kwam ook een verlengde sedanversie met een wielbasis van 3404 mm beschikbaar (vijf of zeven zitplaatsen). Verder veranderde er die eerste jaren weinig aan het model. Naast de sedan waren ook een coupé, een cabriolet en een roadster leverbaar, telkens met twee zitplaatsen.
In 1929 groeide de cilinderinhoud van de motor tot 5,4 liter (328 ci.) en heette het model LaSalle Series 328. In 1930 werd de standaard wielbasis geschrapt en werd die van 3404 mm standaard. Dat jaar groeide de motor verder tot 5,6 l (340 ci.) en heette de auto LaSalle Series 340. LaSalle kreeg in die jaren steeds meer prestige en General Motors wilde hoog mikken met het merk. De VS stonden echter aan de vooravond van de Grote Depressie die het land in de jaren 1930 trof en de verkopen begonnen af te brokkelen.

### Crisis jaren 30
Het uitbreken van de economische crisis in 1929 zorgde al gauw voor een forse daling in de autoverkopen. Oldsmobile en Buick hieven hun zustermerken Viking en Marquette daarom in 1930 op en ook Cadillac dacht erover om LaSalle op te heffen. LaSalle begon inmiddels klanten van Cadillac weg te snoepen en beide merken kampten met teruglopende verkopen. Waar LaSalle in topjaar 1929 nog 22.691 auto's wist de verkopen, was dat aantal in 1932 gedaald tot een schamele 3290 auto's. De verkopen van Cadillac lieten een vergelijkbaar beeld zien. 
In 1932 werd desondanks de nieuwe LaSalle Series 345-B geïntroduceerd maar dit model krikte de teruggelopen verkopen niet op en het merk leed verlies. Vanuit GM was geen geld beschikbaar voor verdere ontwikkelingen. Voor 1933 werd de 345-B gefacelift tot LaSalle Series 345-C.
In 1934 werd de nieuwe LaSalle Series 350 gelanceerd met een 8-in-lijnmotor van Oldsmobile onder de kap en een korter chassis met een wielbasis van 3000 mm. Deze 350 kreeg ook General Motors' eerste hydraulische remmen en onafhankelijke wielophanging. De Series 350 was getekend door Harley Earl en was een moderne, stijlvolle auto. Het model was echter $ 1.000 goedkoper dan het goedkoopste model van Cadillac en stond daardoor dichter bij Oldsmobile dan bij Cadillac. De taak van het merk LaSalle was in 1934 dan ook niet meer om het gat tussen Cadillac en Buick te dichten, maar om Cadillac uit de rode cijfers te houden. 
De economie trok vanaf 1934 langzaam weer wat aan, maar dat gold niet (in voldoende mate) voor de verkopen van LaSalle. In 1934 werden 7195 LaSalles verkocht, in 1935 8651 en in 1936 13.004.
In 1935 werd de modern gelijnde LaSalle Series 50 gelanceerd. In datzelfde jaar echter introduceerde Cadillac's concurrent Packard de Packard One-Twenty als goedkoper alternatief voor de grote Packards. Dit model was meteen een enorm verkoopsucces. De verkopen van de Packard One-Twenty lagen in het viervoudige van die van LaSalle. Daarnaast had LaSalle concurrentie van de in 1936 geïntroduceerde -en zeer moderne- Lincoln Zephyr.
Vanaf modeljaar 1937 werd het merk LaSalle weer direct onder Cadillac gepositioneerd. De nieuwe LaSalles Series 50 kregen de 322 cu in (5.3 L) Monobloc V8 uit de Cadillac Series 60 en een moderne, nieuwe body. De prijs was bovendien verlaagd en de introductie ging vergezeld van een grote promotiecampagne waarin werd benadrukt dat de auto volledig door Cadillac werd gebouwd. Het effect was echter beperkt. Hoewel de verkoopcijfers voor modeljaar 1937 een geweldige stijging lieten zien (32.000 verkochte auto's, een record) kwam LaSalle nog steeds niet in de buurt van de 50.100 One-Twenty's die Packard dat jaar wist weg te zetten. In 1938 raakte de economie weer in een recessie en als gevolg daarvan zakten de verkopen van LaSalle weer in tot 15.501 verkochte auto's.
In 1939 werd de Series 50 op een aantal punten aangepast. Het model leek nu meer op de Cadillacs van die tijd. Deze facelift wierp zijn vruchten af want de verkoopcijfers stegen tot 23.028 verkochte exemplaren. Voor het eerst wist LaSalle de Packard One-Twenty te verslaan.

### Het einde
Voor modeljaar 1940 werd de wielbasis weer iets vergroot en steeg het vermogen tot 130 pk. Het model heette nu LaSalle Series 52. Er werd dat jaar al gewerkt aan de modellen voor 1941 maar in de zomer van 1940 werd de productie van LaSalle gestaakt. Er waren op dat moment 24.133 auto's verkocht. De prijzen van de auto's waren sterk gestegen en de verschillen in uitrusting tussen LaSalle en de goedkoopste Cadillac waren niet zo groot meer. Cadillac had bovendien de nieuwe Series 61 gelanceerd die meer in LaSalles marktsegment kwam. LaSalle was daarmee als tussenmerk overbodig geworden.

### Later
Op bepaalde momenten tussen de jaren 1950 en de jaren 1970 kwam het gebruik van de naam LaSalle weer ter sprake. In 1955 werden twee LaSalle II-conceptauto's voorgesteld die beiden geen vervolg kregen. De La Salle II Roadster is te herkennen in de 1955 Corvette. Begin jaren 1960 suggereerde GM's directeur William (Bill) Mitchell dat een van Cadillacs ontwerpen als een LaSalle zou kunnen worden verkocht. Het ontwerp kwam echter bij Buick terecht en werd uiteindelijk de Buick Riviera. In de jaren 1970 had een kleinere luxewagen van Cadillac de naam LaSalle kunnen dragen, maar dat werd uiteindelijk de Cadillac Seville.

## Varia
Het merk LaSalle werd ook genoemd in het weemoedig liedje dat gebruikt werd als tune van de in de jaren 70 ook in Nederland populaire Amerikaamse tv-serie All in the Family. Daarin werd verwezen naar de goeie ouwe tijd (met Glenn Miller en Herbert Hoover en het automerk werd verwezen naar de jaren 40), "gee our old LaSalle ran great, those were the days".

## Modellen
- 1927-1928: LaSalle Series 303
- 1929: LaSalle Series 328
- 1930: Lasalle Series 340
- 1931: Lasalle Series 345-A
- 1932: Lasalle Series 345-B
- 1933: Lasalle Series 345-C
- 1934: Lasalle Series 350
- 1935-1940: Lasalle Series 50
- 1940: Lasalle Series 52

## Productiecijfers
- 1927: 10.767
- 1928: 16.038
- 1929: 22.961
- 1930: 14.986
- 1931: 10.095
- 1932: 3386
- 1933: 3482
- 1934: 7195
- 1935: 8651
- 1936: 13.004
- 1937: 32.000
- 1938: 15.575
- 1939: 22.001
- 1940: 24.130
- Totaal: 204.271